# 中国地质大学出版社
中国地质大学出版社是中华人民共和国的一家出版社，成立于1985年2月，社址位于湖北省武汉市，由中华人民共和国教育部主管，中国地质大学主办。